# Prostacyclin-Rezeptor
Der Prostacyclin-Rezeptor (oder abgekürzt: IP-Rezeptor) ist ein zellmembranständiger G-Protein-gekoppelter Rezeptor in Wirbeltieren, der die Wirkungen des Prostacyclins vermittelt. Er gehört zu der Obergruppe der Prostaglandin-Rezeptoren.
Er vermittelt u. a. folgende Wirkungen des Prostacyclins:
- die schmerzverstärkende Wirkung des Prostacyclins an sensiblen Nerven (wie der EP1-Rezeptor die schmerzverstärkende Wirkung des PGE2 vermittelt).
- die Hemmung der Säuresekretion des Magens (wie der EP3-Rezeptor für das PGE2).
- die Hemmung der Kontraktion glatter Gefäßmuskelzellen mit Vasodilatation.
- in Thrombozyten die Hemmung der Thrombusbildung.

## Agonist
Selexipag ist ein oraler selektiver Rezeptor-Agonist. Über die Aktivierung des Prostacyclin-Rezeptors kann er eine normalerweise durch Prostacyclin vermittelte Vasodilatation im pulmonalen arteriellen Kreislauf auslösen, die den Blutdruck bei einer pulmonalen Hypertonie zu senken vermag. Eine französische multizentrische randomisierte doppelblinde Placebo-kontrollierte klinische Phase-III-Studie („GRIPHON-Studie“) mit 1.156 Patienten zeigte einen signifikanten positiven Effekt mit einer Hazard ratio von 0,60 unter Selexipag (der primäre Endpunkt wurde in 27,0 % unter Selexipag und in 41,6 % unter Placebo erreicht).